# Hapalopsittaca
Hapalopsittaca é um género de papagaio da família Psittacidae.
Este género contém as seguintes espécies:
- Hapalopsittaca amazonina
- Hapalopsittaca pyrrhops
- Hapalopsittaca fuertesi
- Hapalopsittaca melanotisReferências

1. ↑  «ITIS Standard Report Page: Hapalopsittaca». www.itis.gov. Consultado em 1 de maio de 2018